# 장전청
장전청(江振誠, 영어: André Chiang, 1976년 4월 27일 ~ )은 중화민국의 셰프이다.